# 12201 Spink
12201 Spink este o planetă minoră (asteroid), cu un diametru de 2,865 km, din centura de asteroizi. A fost descoperită pe 1 martie 1981 la Observatorul Siding Spring de Schelte J. Bus. 
Obiectul prezintă o orbită caracterizată de o semiaxă mare de 2,5086598 UAi, o excentricitate de 0,08, o înclinație de 11,4339 ° în raport cu ecliptica.